# MLC Centre
MLC Centre é um arranha-céu, actualmente é o 158º arranha-céu mais alto do mundo, com 228 metros (748 ft). Edificado na cidade de Sydney, Austrália, foi concluído em 1977 com 60 andares.